# Article 5 du traité sur l'Union européenne
 (décembre 2016).
Si vous disposez d'ouvrages ou d'articles de référence ou si vous connaissez des sites web de qualité traitant du thème abordé ici, merci de compléter l'article en donnant les références utiles à sa vérifiabilité et en les liant à la section « Notes et références ».
L’article 5 du traité sur l'Union européenne fait partie du Titre I : « Dispositions communes ».

## Disposition
L'article 5 dispose :

« 1. Le principe d'attribution régit la délimitation des compétences de l'Union. Les
principes de subsidiarité et de proportionnalité régissent l'exercice de ces compétences.
2. En vertu du principe d'attribution, l'Union n'agit que dans les limites des
compétences que les États membres lui ont attribuées dans les traités pour
atteindre les objectifs que ces traités établissent. Toute compétence non attribuée à
l'Union dans les traités appartient aux États membres.
3. En vertu du principe de subsidiarité, dans les domaines qui ne relèvent pas de sa
compétence exclusive, l'Union intervient seulement si, et dans la mesure où, les
objectifs de l'action envisagée ne peuvent pas être atteints de manière suffisante par
les États membres, tant au niveau central qu'au niveau régional et local, mais
peuvent l'être mieux, en raison des dimensions ou des effets de l'action envisagée,
au niveau de l'Union.
Les institutions de l'Union appliquent le principe de subsidiarité conformément au
protocole sur l'application des principes de subsidiarité et de proportionnalité. Les
parlements nationaux veillent au respect de ce principe conformément à la
procédure prévue dans ce protocole.
4. En vertu du principe de proportionnalité, le contenu et la forme de l'action de
l'Union n'excèdent pas ce qui est nécessaire pour atteindre les objectifs des traités.
Les institutions de l'Union appliquent le principe de proportionnalité
conformément au protocole sur l'application des principes de subsidiarité et de
proportionnalité. »

## Sources